# Elena di Lituania
Elena di Lituania (1350 circa – 15 settembre 1438) era una delle figlie del granduca di Lituania Algirdas e della sua seconda moglie Uliana di Tver', divenuta in seguito al matrimonio con Vladimiro il Temerario principessa di Serpuchov.

## Biografia
Nell'inverno del 1371/1372, il suo matrimonio fu organizzato da suo padre Algirdas nel tentativo di creare un'alleanza con Serpuchov per agevolare la sua terza incursione contro Mosca. Tuttavia, Vladimiro il Temerario non tradì suo cugino Demetrio di Russia.
Nota per via della sua saggezza e della sua sollecitudine, dopo la morte del marito fu una delle prime donne lituane attive nella Moscovia ad amministrare autonomamente le diocesi lasciatele in eredità, svolgendo anche un ruolo importante nel governo di Mosca. Prima di morire, dopo il 1410, prese i voti monastici con il nome di Eufrasia.

## Discendenza
Di seguito i figli avuti da Elena e da suo marito:
- Andrea - morto in tenera età
- Ivan (1381-1422) - Principe di Serpuchov (1410-1422);
- Simeone (morto nel 1426) - Principe di Borovsk (1410-1425), Principe di Serpuchov (1422-1426);
- Jaroslav (Afanasii) (18 gennaio 1388/1389 - 16 agosto 1426) - principe di Malojaroslavec (1410-1426);
- Vasilij (9 luglio 1394 - 1427) - principe di Przemyśl e Uglič (1410-1427);
- Teodoro (16 gennaio 1390 - 1390);
- Andrea detto il Giovane (†1426) - Principe di Serpuchov, Radonež, Borovskij.

## Ascendenza
|                       |                    |                          | Genitori              |  |  | Nonni |  |  | Bisnonni |  |  | Trisnonni |  |
|                       |                    |                          |                       |  |  |       |  |  | Butvydas |  |  | …         |  |
|                       |                    |                          |                       |  |  |       |  |  | Butvydas |  |  | …         |  |
|                       |                    | …                        |                       |  |  |       |  |  | Butvydas |  |  |           |  |
| Gediminas             |                    |                          |                       |  |  |       |  |  | Butvydas |  |  |           |  |
|                       |                    | …                        | …                     |  |  |       |  |  |          |  |  |           |  |
|                       |                    | …                        | …                     |  |  |       |  |  |          |  |  |           |  |
|                       |                    | …                        | …                     |  |  |       |  |  |          |  |  |           |  |
| Algirdas              |                    | …                        |                       |  |  |       |  |  |          |  |  |           |  |
|                       |                    | Ivan di Polack           | …                     |  |  |       |  |  |          |  |  |           |  |
|                       |                    | Ivan di Polack           | …                     |  |  |       |  |  |          |  |  |           |  |
|                       |                    | Ivan di Polack           | …                     |  |  |       |  |  |          |  |  |           |  |
| Jewna di Polack       |                    | Ivan di Polack           |                       |  |  |       |  |  |          |  |  |           |  |
|                       |                    | …                        | …                     |  |  |       |  |  |          |  |  |           |  |
|                       |                    | …                        | …                     |  |  |       |  |  |          |  |  |           |  |
|                       |                    | …                        | …                     |  |  |       |  |  |          |  |  |           |  |
| Elena di Lituania     |                    | …                        |                       |  |  |       |  |  |          |  |  |           |  |
|                       | Michail Jaroslavič | Jaroslav III di Vladimir |                       |  |  |       |  |  |          |  |  |           |  |
|                       | Michail Jaroslavič | Jaroslav III di Vladimir |                       |  |  |       |  |  |          |  |  |           |  |
|                       | Michail Jaroslavič | Ksenija                  |                       |  |  |       |  |  |          |  |  |           |  |
| Alessandro I di Tver' | Michail Jaroslavič |                          |                       |  |  |       |  |  |          |  |  |           |  |
|                       |                    | Anna di Kašin            | Dimitrij Borisovič    |  |  |       |  |  |          |  |  |           |  |
|                       |                    | Anna di Kašin            | Dimitrij Borisovič    |  |  |       |  |  |          |  |  |           |  |
|                       |                    | Anna di Kašin            | …                     |  |  |       |  |  |          |  |  |           |  |
| Uliana di Tver'       |                    | Anna di Kašin            |                       |  |  |       |  |  |          |  |  |           |  |
|                       |                    | Jurij I di Galizia       | Leone I di Galizia    |  |  |       |  |  |          |  |  |           |  |
|                       |                    | Jurij I di Galizia       | Leone I di Galizia    |  |  |       |  |  |          |  |  |           |  |
|                       |                    | Jurij I di Galizia       | Costanza d'Ungheria   |  |  |       |  |  |          |  |  |           |  |
| Anastasia di Galizia  |                    | Jurij I di Galizia       |                       |  |  |       |  |  |          |  |  |           |  |
|                       |                    | Eufemia di Cuiavia       | Casimiro I di Cuiavia |  |  |       |  |  |          |  |  |           |  |
|                       |                    | Eufemia di Cuiavia       | Casimiro I di Cuiavia |  |  |       |  |  |          |  |  |           |  |
|                       |                    | Eufemia di Cuiavia       | Eufrosina di Opole    |  |  |       |  |  |          |  |  |           |  |
|                       |                    | Eufemia di Cuiavia       |                       |  |  |       |  |  |          |  |  |           |  |